# Гузовской, Михаил
Михаил Гузовской (1898 — после 1944) — белорусский национальный деятель.

## Биография
В 1918—1919 — член Белорусского ученическая общины в Воронеже. В 1921 — работал учителем. В ноябре 1921 принудительно направлен польской школьной администрацией на учительские курсы в Краков.
В 1922 направлен из рекомендации ТБШ на учёбу в Чехословакию. Окончил агрономический отделение Пражской высшей политехники. Был одним из руководителей Объединения белорусских студентов за границей и Западной Белоруссии (аб), членом Белорусского общества, Белорусского крестьянского союза в Праге, скаутской организации Белорусский Сокол и других.
В 1925 избран в ревизионную комиссию Рады БНР. В 1929 вернулся в Западную Беларусь, был членом Белорусского хозяйственного союза.
Во время Второй мировой войны жил на Виленщине. Летом 1944 арестован НКВД. Дальнейшая судьба неизвестна.